# Oliveonia citrispora
Oliveonia citrispora är en svampart som först beskrevs av Hauerslev, och fick sitt nu gällande namn av P. Roberts 1998. Enligt Catalogue of Life ingår Oliveonia citrispora i släktet Oliveonia, ordningen Auriculariales, klassen Agaricomycetes, divisionen basidiesvampar och riket svampar, men enligt Dyntaxa är tillhörigheten istället släktet Oliveonia, familjen Oliveoniaceae, ordningen Ceratobasidiales, klassen Tremellomycetes, divisionen basidiesvampar och riket svampar. Arten är reproducerande i Sverige. Inga underarter finns listade i Catalogue of Life.